# Asano Naganori

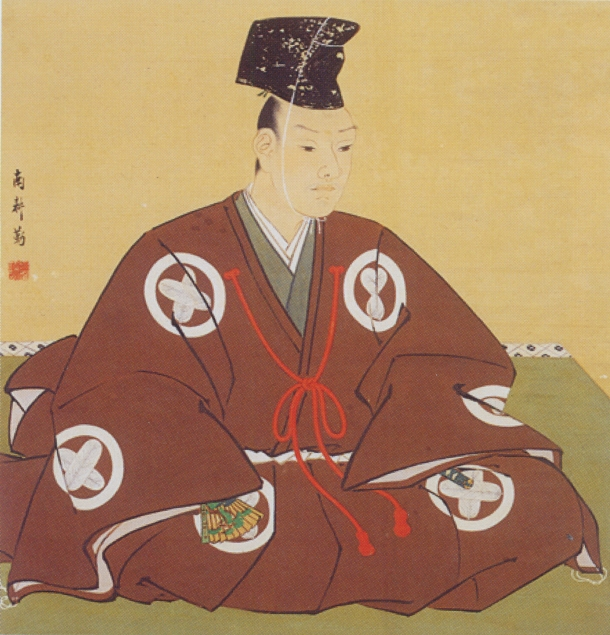
Asano Naganori

Asano Naganori (浅野長矩?   1665 –1701) fue un daimio del dominio de Akō, un pequeño feudo entre Okayama y Himeji, en Japón. Su título era Takumi no Kami (内匠頭?).

## Biografía
Naganori intentó matar a Kira Yoshinaka en el palacio del shogun, en Tokio, debido a las injurias recibidas, pero fracasó en el intento que realizó y fue condenado a realizar el seppuku.
Los samuráis que estaban a su servicio se convirtieron entonces en rōnin, y 47 de ellos buscaron vengar a su antiguo maestro. El 14 de diciembre de 1702 entraron en la residencia de Yoshinaka y lo asesinaron. Dicho grupo es conocido como los 47 rōnin.